# جایزه سینمایی ام‌تی‌وی برای مطلوب‌ترین زن
در اینجا فهرست برندگان و نامزدهای جایزه فیلم ام‌تی‌وی برای مطلوب‌ترین زن آورده شده‌است. این جایزه به‌همراه همتایش مطلوب‌ترین مرد، آخرین بار در سال ۱۹۹۶ اهدا شد.
| سال  | بازیگر فیلم                                           | نامزد |
| ---- | ----------------------------------------------------- | --- |
| ۱۹۹۲ | لیندا همیلتون – نابودگر ۲: روز داوری در نقش سارا کانر | کریستینا اپل‌گیت - به مامان نگو پرستار بچه مرده در نقش سو الن کراندل کیم بیسینگر - تحلیل نهایی در نقش هدر ایوانز تیا کریر - جهان وین در نقش کاساندرا وونگ جولیا رابرتس - جوان‌مرگ در نقش هیلاری اُنیل |
| ۱۹۹۳ | شارون استون – غریزه اصلی در نقش کاترین ترامل          | کیم بیسینگر - دنیای باحال در نقش هولی وود هلی بری - بومرنگ در نقش آنجلا لویس مدونا - شهادت بدن در نقش ربکا کارلسون میشل فایفر - بازگشت بتمن در نقش سلینا کایل/زن گربه‌ای                            |
| ۱۹۹۴ | جنت جکسون – پوئتیک جاستیس در نقش جاستیس               | کیم بیسینگر - گریز در نقش کارول مک‌کوی دمی مور - پیشنهاد بی‌شرمانه در نقش دایانا مورفی آلیسیا سیلورستون - له‌شدگی در نقش آدریان فارستر شارون استون - آسمان‌خراش در نقش کارلی نوریس                     |
| ۱۹۹۵ | ساندرا بولاک – سرعت در نقش آنی پورتر                  | هلی بری - عصر حجری‌ها در نقش دوشیزه شارون استون کامرون دیاز - ماسک در نقش تینا کارلایل دمی مور - افشاگری در نقش مردیث جانسون شارون استون - متخصص در نقش می مونرو                                    |
| ۱۹۹۶ | آلیسیا سیلورستون – بی‌سرنخ در نقش شر هوروویتز          | ساندرا بولاک - وقتی خواب بودی در نقش لوسی مودراتز نیکول کیدمن - بتمن برای همیشه در نقش دکتر چِیس مریدیان دمی مور - داغ ننگ در نقش هستر پراین میشل فایفر - ذهن‌های خطرناک در نقش لوآن جانسون          |